# Lupinus gredensis
El alberjón (Lupinus gredensis) es una especie de plantas de la familia de las fabáceas

## Descripción
Planta  que puede alcanzar los 70-80 cm. Tallos ramificados desde abajo, unos postrados y otros ascendentes, muy pelosos; hojas con largos rabillos y 4-9 segmentos radiales, largamente lanceolados, con la parte superior más ancha y pilosidad más abundante por debajo. Flores en primavera, formando largos racimos en los cuales se disponen agrupadas de cinco en cinco en sucesivos niveles o verticilos. Son mariposadas, con un corto rabillo. Los verticilos superiores son color crema amarillento y los inferiores rosados o azulados. El fruto es una legumbre pelosa, de unos 4 cm, con pico curvo en el extremo y varias semillas parecidas a lentejas, de unos 5 mm.

## Distribución y hábitat
En España en Castilla y León y comarcas limítrofes. Crece en zonas silíceas entre las rocas graníticas.

## Sinonimia
- Lupinus bicolor (Merino) Rothm. in Cavanillesia 7: 114-115 (1935), non Lindl. nec A. Gray
- Lupinus hispanicus subsp. bicolor (Merino) Gladst. in Techn. Bull. Dept. Agric. Western Australia 26: 20 (1974)

- Lupinus hispanicus var. bicolor (Merino) Merino, Fl. Galicia 1: 411 (1905)

- Lupinus hispanicus var. pelicanus Pau, Real Soc. Española Hist. Nat. Tomo Extr.: 293 (1921)

- Lupinus luteus var. bicolor Merino, Algunas Pl. Raras 19 (1895)

- Lupinus rothmaleri Klink. in Züchter 10: 125 (1938)

- Lupinus versicolor Caball. in Anales Jard. Bot. Madrid 5: 507 (1945), pro hybrid.

- Lupinus pilosus sensu Planellas, Ensayo Fl. Gallega 187 (1853)[2]

## Nombres comunes
Alberjón, faba loba, fabaca, haba de lagarto, haba de lobo, titones.